# Kleinbahn Pogegen–Schmalleningken
| Strecke (außer Betrieb)                                  |      | Staatsbahn Tilsit–Memel               | (Sowetsk–Klaipėda)                    |
| Bahnhof (Strecke außer Betrieb)                          | 0,0  | Pogegen Klbf (Pagėgiai)               | Pogegen Klbf (Pagėgiai)               |
| Haltepunkt / Haltestelle (Strecke außer Betrieb)         | 1,2  | Baubeln (Būbliškė)                    | Baubeln (Būbliškė)                    |
| Abzweig geradeaus und von rechts (Strecke außer Betrieb) |      | Kleinbahnstrecke von Tilsit (Sowetsk) | Kleinbahnstrecke von Tilsit (Sowetsk) |
| Bahnhof (Strecke außer Betrieb)                          | 6,5  | Mikieten (Mikytai)                    | Mikieten (Mikytai)                    |
| Haltepunkt / Haltestelle (Strecke außer Betrieb)         | 8,2  | Bojehnen (Bajėnai)                    | Bojehnen (Bajėnai)                    |
| Haltepunkt / Haltestelle (Strecke außer Betrieb)         | 10,8 | Trakeningken (Trakininkai)            | Trakeningken (Trakininkai)            |
| Haltepunkt / Haltestelle (Strecke außer Betrieb)         | 12,9 | Strasden (Strazdai)                   | Strasden (Strazdai)                   |
| Haltepunkt / Haltestelle (Strecke außer Betrieb)         | 15,8 | Polompen (Palumpiai)                  | Polompen (Palumpiai)                  |
| Haltepunkt / Haltestelle (Strecke außer Betrieb)         | 17,4 | Kerkutwethen (Kerkutvečiai)           | Kerkutwethen (Kerkutvečiai)           |
| Haltepunkt / Haltestelle (Strecke außer Betrieb)         | 20,1 | Willkischken (Vilkyškiai)             | Willkischken (Vilkyškiai)             |
| Brücke über Wasserlauf (Strecke außer Betrieb)           |      | Jūra                                  | Jūra                                  |
| Bahnhof (Strecke außer Betrieb)                          | 24,1 | Motzischken (Mociškiai)               | Motzischken (Mociškiai)               |
| Haltepunkt / Haltestelle (Strecke außer Betrieb)         | 29,7 | Nettschunen (Nečiūnai)                | Nettschunen (Nečiūnai)                |
| Haltepunkt / Haltestelle (Strecke außer Betrieb)         | 31,6 | Schustern (Pagenaičiai)               | Schustern (Pagenaičiai)               |
| Haltepunkt / Haltestelle (Strecke außer Betrieb)         | 33,1 | Klein Schustern                       | Klein Schustern                       |
| Haltepunkt / Haltestelle (Strecke außer Betrieb)         | 35,4 | Jura (Jūrava)                         | Jura (Jūrava)                         |
| Haltepunkt / Haltestelle (Strecke außer Betrieb)         | 37,4 | Wolfsgrund (Vilkdaubis)               | Wolfsgrund (Vilkdaubis)               |
| Haltepunkt / Haltestelle (Strecke außer Betrieb)         | 41,6 | Riedelsberg (Ridelkalnis)             | Riedelsberg (Ridelkalnis)             |
| Haltepunkt / Haltestelle (Strecke außer Betrieb)         | 42,7 | Wischwill West (Viešvilė)             | Wischwill West (Viešvilė)             |
| Haltepunkt / Haltestelle (Strecke außer Betrieb)         | 43,9 | Wischwill Ost                         | Wischwill Ost                         |
| Haltepunkt / Haltestelle (Strecke außer Betrieb)         | 46,6 | Abschruten (Apšriūtai)                | Abschruten (Apšriūtai)                |
| Haltepunkt / Haltestelle (Strecke außer Betrieb)         | 48,3 | Kallwehlen (Kalveliai)                | Kallwehlen (Kalveliai)                |
| Haltepunkt / Haltestelle (Strecke außer Betrieb)         | 51,7 | Kassigkehmen (Kazikėnai)              | Kassigkehmen (Kazikėnai)              |
| Haltepunkt / Haltestelle (Strecke außer Betrieb)         | 54,1 | Endruszen/Endruschen (Endrušiai)      | Endruszen/Endruschen (Endrušiai)      |
| Haltepunkt / Haltestelle (Strecke außer Betrieb)         | 56,5 | Wittkehmen (Vidkiemis)                | Wittkehmen (Vidkiemis)                |
| Kopfbahnhof Streckenende (Strecke außer Betrieb)         | 58,0 | Schmalleningken (Smalininkai)         | Schmalleningken (Smalininkai)         |

| Kopfbahnhof Streckenanfang (Strecke außer Betrieb)      | 0,0 | Tilsit Getreidemarkt (Sowetsk)        | Tilsit Getreidemarkt (Sowetsk)        |
| Brücke über Wasserlauf (Strecke außer Betrieb)          |     | Memel                                 | Memel                                 |
| Haltepunkt / Haltestelle (Strecke außer Betrieb)        | 0,7 | Tilsit Brückenkopf                    | Tilsit Brückenkopf                    |
| Haltepunkt / Haltestelle (Strecke außer Betrieb)        | 1,2 | Tilsit Ußlenkis                       | Tilsit Ußlenkis                       |
| Haltepunkt / Haltestelle (Strecke außer Betrieb)        | 2,6 | Prussellen (Prūseliai)                | Prussellen (Prūseliai)                |
| Haltepunkt / Haltestelle (Strecke außer Betrieb)        | 4,1 | Schakeningken (Šakininkai)            | Schakeningken (Šakininkai)            |
| Haltepunkt / Haltestelle (Strecke außer Betrieb)        | 5,6 | Mikieten Haltep                       | Mikieten Haltep                       |
| Bahnhof (Strecke außer Betrieb)                         | 6,5 | Mikieten (Mikytai)                    | Mikieten (Mikytai)                    |
| Abzweig geradeaus und von links (Strecke außer Betrieb) |     | von Pogegen Klbf (Pagėgiai)           | von Pogegen Klbf (Pagėgiai)           |
| Strecke (außer Betrieb)                                 |     | Kleinbahnstrecke nach Schmalleningken | Kleinbahnstrecke nach Schmalleningken |

Die Kleinbahn Pogegen–Schmalleningken war eine meterspurige Schmalspurbahn im ehemaligen Ostpreußen.

## Geschichte
Sie lag im Memelland am nördlichen Ende der preußischen Provinz Ostpreußen, das von 1923 bis 1939 unter litauischer Hoheit stand.
In Pogegen, das damals Verwaltungssitz des gleichnamigen Landkreises war, zweigte die Strecke von der Hauptbahn Tilsit–Memel ab und führte 55 km in östlicher Richtung über Willkischken und Wischwill zum Endpunkt Schmalleningken am Memelfluss, bis zum Ersten Weltkrieg Grenzort zum Russischen Reich.
Die meterspurige Kleinbahn wurde von den Insterburger Kleinbahn-AG am 12. August 1902 eröffnet, die ab 1924 als Ostpreußische Kleinbahnen AG firmierte. Den Betrieb führte die Ostdeutsche Eisenbahn-Gesellschaft in Königsberg (ODEG) auch während der litauischen Verwaltung (Republik Litauen). Jetzt gehört Pogegen der litauischen Gemeinde Pagėgiai, Bezirk Tauragė.

## Bahnstrecke Tilsit–Mikieten
Am 1. Mai 1914 wurde von der Station Mikieten, 3,6 km östlich von Pogegen, eine sieben Kilometer lange Zweigbahn zur Stadt Tilsit eröffnet, die die Memel auf der 480 m langen Königin-Luise-Brücke überquerte. Sie verkehrte in der Stadt straßenbahnartig und war mit elektrischen Triebwagen ausgestattet. Am Endpunkt auf dem Getreidemarkt (später Fletcherplatz) bestand Anschluss an die Straßenbahn Tilsit, der die Oberleitung der Zweigstrecke gehörte.
Mit dem Einmarsch der Roten Armee in Ostpreußen endete der Bahnbetrieb im Herbst 1944, der letzte Zug fuhr am 7. Oktober 1944, als die Orte nördlich des Memelflusses evakuiert werden mussten.

## Fahrzeuge
Bei Betriebseröffnung wurde drei zweiachsige Dampflokomotiven vom Lenz-Typ i eingesetzt. 1906 wurde zwei leistungsstärkere Lokomotiven von O & K mit der Achsfolge 1’C beschafft. Die Wagen unterschieden sich nicht von denen anderer Lenz-Bahnen.